# Schema Gilbert

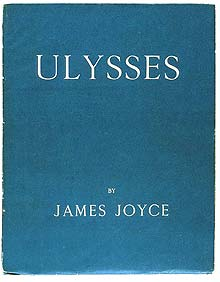
Copertina dellUlisse

Lo schema Gilbert per il romanzo Ulisse è stato redatto dal suo autore, James Joyce, nel 1921, per aiutare il suo amico Stuart Gilbert a comprendere la struttura fondamentale del libro. Gilbert lo ha pubblicato nel 1930 nel suo libro James Joyce's "Ulysses": A Study («L'"Ulisse" di James Joyce: uno studio»). La copia originale dello schema risiede presso la Collezione Croessmann di James Joyce Archiviato il 19 febbraio 2012 in Internet Archive. presso la Southern Illinois University di Carbondale.
| Titolo           | Scena               | Ora  | Organo              | Colore        | Simbolo            | Arte               | Tecnica                   |
| ---------------- | ------------------- | ---- | ------------------- | ------------- | ------------------ | ------------------ | ------------------------- |
| Telemaco         | La Torre            | 8am  | -                   | Bianco / oro  | Erede              | Teologia           | Narrativa (giovane)       |
| Nestore          | La Scuola           | 10am | -                   | Marrone       | Cavallo            | Storia             | Catechismo (personale)    |
| Proteo           | La Spiaggia         | 11am | -                   | Verde         | Marea              | Filologia          | Monologo (uomo)           |
| Calipso          | La Casa             | 8am  | Rene                | Arancione     | Ninfa              | Economia           | Narrativa (adulto)        |
| Lotofagi         | Il Bagno            | 10am | Genitali            | -             | Eucaristia         | Botanica / chimica | Narcisismo                |
| Ade              | Il Cimitero         | 11am | Cuore               | Bianco / nero | Becchino           | Religione          | Incubismo                 |
| Eolo             | Il Giornale         | 12pm | Polmoni             | Rosso         | Editore            | Retorica           | Entitema                  |
| Lestrigoni       | Il Pranzo           | 1pm  | Esofago             | -             | Connestabile       | Architettura       | Peristaltico              |
| Scilla e Cariddi | La Biblioteca       | 2pm  | Cervello            | -             | Stratford / Londra | Letteratura        | Dialettico                |
| Planctae         | Le Strade           | 3pm  | Sangue              | -             | Cittadini          | Meccanica          | Labirinto                 |
| Sirene           | La Sala da Concerto | 4pm  | Orecchio            | -             | Barista            | Musica             | Fuga per canonem          |
| Ciclopi          | La Taverna          | 5pm  | Muscolo             | -             | Fenian             | Politica           | Gigantismo                |
| Nausicaa         | Le Rocce            | 8pm  | Occhio, naso        | Grigio / blu  | Vergine            | Pittura            | Tumescenza / detumescenza |
| Armenti del Sole | L'Ospedale          | 10pm | Utero               | Bianco        | Madri              | Medicina           | Sviluppo embrionale       |
| Circe            | Il Bordello         | 12am | Apparato locomotore | -             | Puttana            | Magia              | Allucinazione             |
| Eumeo            | La Capanna          | 1am  | Nervi               | -             | Marinai            | Navigazione        | Narrativo (vecchio)       |
| Itaca            | La Casa             | 2am  | Scheletro           | -             | Comete             | Scienza            | Catechismo (impersonale)  |
| Penelope         | Il Letto            | -    | Carne               | -             | Terra              | -                  | Monologo (donna)          |